# Túan mac Cairill
Túan mac Cairill [tuan mak 'karʴiLʴ] ist in der keltischen Mythologie Irlands  der älteste Einwohner der Insel. Er wird im Lebor Gabála Érenn („Buch der Landnahme Irlands“) als Bruder Partholons genannt, mit dem gemeinsam er auf die Insel kommt. Wie bei diesem soll sein Stammbaum bis zu Noah zurückreichen. Die Erzählung Scél Tuain meic Chairill („Die Verwandlungen des Túan mac Cairill“) aus dem Historischen Zyklus ist im Lebor na hUidre („Das Buch der dunkelhäutigen [Kuh]“) aus dem 11. Jahrhundert sowie in drei weiteren Manuskripten aus dem 14.–16. Jahrhundert überliefert.
Túan mac Cairill überlebt als einziger die Epidemie, die alle Begleiter Partholons und auch diesen selbst tötet. Durch ständige „Seelenwanderung“ von einem Tierkörper in einen anderen erlebt er alle Ereignisse, die über Irland kommen und ist somit ein Zeitgenosse von der Besiedlung an bis in die Zeit der Heiligen.

## Scél Tuain meic Chairill
In der Erzählung Scél Tuain meic Chairill („Die Geschichte Túans, des Sohnes Cairills“) versucht Finnian, der Abt des irischen Klosters Mag Bile in Ulster um 500 n. Chr., einen uralten Heiden zu bekehren. Dieser erzählt ihm die Geschichte seiner 2000-jährigen Lebenszeit: Er sei mit seinem Bruder Partholon kurz nach der Sintflut in Irland gelandet. Sein Name sei damals Túan Mac Starn Mac Sera gewesen und er habe mitgeholfen, die Fomori zu besiegen und die Insel urbar zu machen. Bis auf ihn seien aber alle an einer Seuche zugrunde gegangen. Als alter Mann habe er die Ankunft Nemeds miterlebt, dann sei er eingeschlafen und als Hirsch wieder erwacht. Als Nächstes sei er zum Eber geworden und habe die Zeit der Firbolg erlebt. In seiner nächsten Inkarnation als Adler sah er die Túatha Dé Danann an Land gehen. Zum Lachs geworden, erlebte er die Landung der Milesier und die Vertreibung der Túatha Dé Danann in die Elfenhügel (sidhe). Ein Fischer habe den Lachs gefangen und dem König von Ulster überbracht, dessen Frau habe ihn gegessen und in ihrem Leib wurde Túan wieder zum Menschen und kam als Sohn König Cairills zum sechsten Mal auf die Welt. Der Abt Finnian stellt ihm nun die Taufe als eine siebente Wiedergeburt dar.
Diese Verwandlung in verschiedene Tier-, aber auch Menschengestalten und die meist damit verbundene Wanderung durch die Zeiten wird ebenso in der Sage von Fintan mac Bóchra und ähnlich in De chophur in da muccida („Von der Verwandlung [?] der beiden Schweinehirten“) dargestellt. Der von manchen Keltologen daraus abgeleitete Gedanke einer keltischen Reinkarnations- oder Seelenwanderungslehre ist bei anderen jedoch nicht unumstritten geblieben.